# گردوچوب (جیرفت)
گردوچوب (جیرفت)، روستایی از توابع دهستان گوربخش ساردوئیه شهرستان جیرفت در استان کرمان ایران است.

## جمعیت
این روستا در دهستان ساردوئیه قرار دارد و براساس سرشماری مرکز آمار ایران در سال ۱۳۸۵، جمعیت آن ۴۰ نفر (۳۰۰خانوار) بوده‌است.